# Revolution (2023)
Revolution (2023) – gala wrestlingu wyprodukowana przez federację i dla zawodników All Elite Wrestling (AEW). Odbyła się 5 marca 2023 w Chase Center w San Francisco w stanie Kalifornia. Emisja była przeprowadzana na żywo przez serwis strumieniowy B/R Live w Ameryce Północnej i za pośrednictwem FITE TV na całym świecie oraz w systemie pay-per-view. Była to czwarta gala w chronologii cyklu Revolution.
Na gali odbyło się dziewięć walk, w tym jedna podczas pre-show Zero Hour. W walce wieczoru, MJF pokonał Bryana Danielsona z wynikiem 4–3 w nagłej śmierci po przedłużeniu czasu w 60-minutowy Iron Man matchu broniąc AEW World Championship. W innych ważnych walkach, The Gunns (Austin Gunn i Colten Gunn) pokonali The Acclaimed (Anthony’ego Bowensa i Maxa Castera), Jaya Lethala i Jeffa Jarretta oraz Orange’a Cassidy’ego i Danhausena broniąc AEW World Tag Team Championship, "Hangman" Adam Page pokonał Jona Moxleya poprzez submission w Texas Death matchu oraz Ricky Starks pokonał Chrisa Jericho w walce otwierającej galę.

## Produkcja i rywalizacje
Revolution oferowało walki profesjonalnego wrestlingu z udziałem wrestlerów należących do federacji All Elite Wrestling. Oskryptowane rywalizacje (storyline’y) kreowane są podczas cotygodniowych gal Dynamite, Rampage, Dark oraz AEW Dark: Elevation. Wrestlerzy są przedstawieni jako heele (negatywni, źli zawodnicy i najczęściej wrogowie publiki) i face’owie (pozytywni, dobrzy i najczęściej ulubieńcy publiki), którzy rywalizują pomiędzy sobą w seriach walk mających budować napięcie. Kulminacją rywalizacji jest walka wrestlerska lub ich seria.

### MJF vs. Bryan Danielson
Na Full Gear, MJF pokonał Jona Moxleya i zdobył mistrzostwo świata AEW z pomocą Williama Regala, lidera Blackpool Combat Club (BCC), który zdradził Moxleya. Dwa tygodnie później, MJF obrócił się przeciwko Regalowi i zaatakował jego poważnie uszkodzoną szyję kastetami Regala. To wywołało gniew Bryana Danielsona, innego członka BCC i jednego z protegowanych Regala. MJF później stwierdził, że gdyby Danielson chciał walki o tytuł przeciwko niemu na Revolution, musiałby wygrać wszystkie swoje pojedynki w okresie jednego miesiąca, na co Danielson zgodził się pod warunkiem, że ich walka na PPV będzie 60-minutowym Iron Man matchem. Następnie Danielson pokonał Konosuke Takeshitę, Bandido, Briana Cage’a i Timothy’ego Thatchera, zanim pokonał Rusha na odcinku Dynamite z 8 lutego, aby walka o mistrzostwo świata odbyła się na Revolution.

### Four-way tag team match
Na specjalnym Dynamite: Championship Fight Night, The Gunns (Austin Gunn i Colten Gunn) pokonali The Acclaimed (Anthony’ego Bowensa i Maxa Castera) i wygrali AEW World Tag Team Championship. W następnym tygodniu, na Revolution zaplanowano Three-Way Tag Team match z The Gunns i zwycięzcami Revolution Tag Team Battle Royal i Casino Tag Team Royale, ale walka została zmieniona na Four-Way Tag Team match po tym, jak The Acclaimed wykorzystali klauzulę rewanżową. 22 lutego na odcinku Dynamite, Jay Lethal i Jeff Jarrett wygrali Revolution Tag Team Battle Royal i zostali dodani do walki. W następnym Dynamite, Orange Cassidy i Danhausen wygrali Tag Team Casino Battle Royale i zostali dodani do walki.

### Samoa Joe vs. Wardlow
Na Full Gear, Samoa Joe pokonał Wardlowa i Powerhouse Hobbsa w Three-Way matchu, aby wygrać mistrzostwo AEW TNT. 28 grudnia podczas specjalnego odcinka Dynamite New Year's Smash, Joe zachował swój tytuł przeciwko Wardlowowi. 1 lutego, Wardlow powrócił i zaatakował Joe, po tym jak odzyskał mistrzostwo TNT przeciwko Darby’emu Allinowi w No Holds Barred matchu. Dwa tygodnie później, rewanż pomiędzy Joe i Wardlowem o tytuł zaplanowano na Revolution.

## Wyniki walk
| Nr                                                                   | Wyniki | Stypulacje                                                                  | Czas    |
| -------------------------------------------------------------------- | --- | --------------------------------------------------------------------------- | ------- |
| 1P                                                                   | Mark Briscoe i Lucha Brothers (Penta El Zero Miedo i Rey Fenix) (z Alexem Abrahantesem) pokonali Ari Daivariego i The Varsity Athletes (Josha Woodsa i Tony’ego Nese) (z "Smart" Markiem Sterlingiem) poprzez pinfall                             | Six-man tag team match                                                      | 12:50   |
| 2                                                                    | Ricky Starks pokonał Chrisa Jericho | Singles match The Jericho Appreciation Society było zbanowane z ringside’u. | 13:35   |
| 3                                                                    | "Jungle Boy" Jack Perry pokonał Christiana Cage’a poprzez pinfall | Final Burial match                                                          | 19:17   |
| 4                                                                    | The House of Black (Malakai Black, Brody King i Buddy Matthews) (z Julią Hart) pokonali The Elite (Kenny’ego Omegę, Nicka Jacksona i Matta Jacksona) (c) (z Brandonem Cutlerem i Michaelem Nakazawą) poprzez pinfall                              | Trios match o AEW World Trios Championship                                  | 18:00   |
| 5                                                                    | Jamie Hayter (c) (z Dr. Britt Baker, D.M.D.) pokonała Sarayę (z Toni Storm) i Ruby Soho poprzez pinfall | Three-way match o AEW Women’s World Championship                            | 10:00   |
| 6                                                                    | "Hangman" Adam Page pokonał Jona Moxleya poprzez submission | Texas Death match                                                           | 24:45   |
| 7                                                                    | Wardlow pokonał Samoa Joe (c) poprzez techniczne poddanie | Singles match o AEW TNT Championship                                        | 10:40   |
| 8                                                                    | The Gunns (Austin Gunn i Colten Gunn) (c) pokonali The Acclaimed (Anthony’ego Bowensa i Maxa Castera) (z Billy Gunnem), Jaya Lethala i Jeffa Jarretta (z Sonjay Duttem i Satnamem Singhem) oraz Orange’a Cassidy’ego i Danhausena poprzez pinfall | Four-way tag team match o AEW World Tag Team Championship                   | 13:35   |
| 9                                                                    | MJF (c) pokonał Bryana Danielsona z wynikiem 4–3, nagła śmierć po przedłużeniu czasu | 60-minutowy Iron man match o AEW World Championship                         | 1:05:20 |
| (c) – mistrz/mistrzyni przed walkąP – walka miała miejsce w pre-show | |                                                                             |         |

### Iron man match
| Wynik | Wrestler        | Decyzja         | Notka                                                     | Czas    |
| ----- | --------------- | --------------- | --------------------------------------------------------- | ------- |
| 0–1   | Bryan Danielson | Przypięcie      | MJF został przypięty po otrzymaniu Busaiku Knee           | 25:28   |
| 0–2   | Bryan Danielson | Dyskwalifikacja | MJF zaatakował Danielsona low blowem                      | 26:35   |
| 1–2   | MJF             | Przypięcie      | Danielson został przypięty ruchem roll-up                 | 26:43   |
| 2–2   | MJF             | Przypięcie      | MJF odrazu przypiął Danielsona                            | 26:46   |
| 3–2   | MJF             | Przypięcie      | Danielson został przypięty po otrzymaniu Heat Seeker      | 40:30   |
| 3–3   | Bryan Danielson | Poddanie        | MJF został poddany po założeniu dźwigni Regal Stretch     | 49:20   |
| 4–3   | MJF             | Poddanie        | Danielson został poddany po założeniu dźwigni LeBell Lock | 1:05:20 |